# Musikterapeut
En musikterapeut er en terapeut, der bruger musik som redskab til at hjælpe mennesker med særlige behov, handicap eller lidelser til at udtrykke sig og kommunikere med andre, fordi de af den ene eller anden grund ikke kan gøre det sprogligt.
Aalborg Universitet har en uddannelse til musikterapeut, men det er ikke en beskyttet titel i Danmark.